# روبرت ويلسون (مدرب هوكي جليد)
روبرت ويلسون (بالإنجليزية: Rob Wilson)‏ (و. 1968  م) هو مدرب هوكي جليد، ولاعب هوكي الجليد بريطاني، ولد في تورونتو.

## روابط خارجية
- روبرت ويلسون على موقع دوري الهوكي الوطني (الإنجليزية)
- روبرت ويلسون على موقع EliteProspects.com (الإنجليزية)
- روبرت ويلسون على موقع HockeyDB.com (الإنجليزية)